# Mauro Beccarelli
Mauro Beccarelli (* 2. Dezember 1981 in Chur) ist ein ehemaliger Schweizer Eishockeyspieler, der für den SC Bern und den EHC Biel in der National League A spielte.

## Karriere
Mauro Beccarelli begann seine Karriere als Eishockeyspieler in der Jugend des SC Bern, für dessen Profimannschaft er in der Saison 1998/99 sein Debüt in der Nationalliga A gab. Während seiner Zeit in Bern stand der Angreifer auch in sieben Spielen der Saison 2000/01 für deren Ligarivalen HC Ambrì-Piotta, sowie in der Saison 1999/2000 einmal für den EHC Biel in der Nationalliga B auf dem Eis, zu dem er im Laufe der Saison 2000/01 wechselte und für den er seither spielt. Mit Biel gewann der ehemaligen Juniorennationalspieler 2004, sowie von 2006 bis 2008 drei Mal in Folge die Zweitligameisterschaft, wobei er mit seiner Mannschaft in der Saison 2007/08 anschliessend auch in die National League A aufstieg. War er im Aufstiegsjahr noch Stammspieler, so absolvierte Beccarelli in der Saison 2008/09 nur noch 13 Spiele, in denen er punktlos blieb. Auf die Saison 2009/10 vermochte sich Beccarelli seinen Stammplatz wieder zurück zu erkämpfen. Danach wechselte er zum EHC Zuchwil Regio. Nach der Saison 2012/13 gab Beccarelli seinen Rücktritt bekannt.

### International
Für die Schweiz nahm Beccarelli an der U20-Junioren-Europameisterschaft 1998 sowie der U20-Junioren-Weltmeisterschaft 1999 teil.

## Erfolge und Auszeichnungen
- 2004 Meister der NLB mit dem EHC Biel
- 2006 Meister der NLB mit dem EHC Biel
- 2007 Meister der NLB mit dem EHC Biel
- 2008 Meister der NLB mit dem EHC Biel
- 2008 Aufstieg in die NLA mit dem EHC Biel